# افلدر (ایشسفلد)
افلدر (ایشسفلد) (به آلمانی: Effelder) یک شهر در آلمان است که در Eichsfeld واقع شده‌است. افلدر ۱٬۳۵۵ نفر جمعیت دارد.